# اسکای بیشکک
اسکای بیشکک (به انگلیسی: Sky Bishkek) یک شرکت هواپیمایی با کد یاتا GY است که در تاریخ ۲۰۱۲ میلادی تأسیس شده است. دفتر مرکزی اسکای بیشکک در بیشکک، قرقیزستان واقع شده‌است و قطب این شرکت هواپیمایی در فرودگاه بین‌المللی مناس قرار دارد و به ۳ مقصد، پرواز مستقیم انجام می‌دهد.